# Subhasish Roy Chowdhury
Subhasish Roy Chowdhury (ur. 27 września 1986 w Kalkucie) – indyjski piłkarz, grający na pozycji bramkarza w klubie Atlético de Kolkata.

## Kariera klubowa
Chowdhury rozpoczął swoją zawodową karierę w 2004 roku. Właśnie wtedy został zawodnikiem występującego w National Football League klubu East Bengal. W 2005 przeszedł do klubu Mahindra United. Z Mahindrą zdobył mistrzostwo Indii w 2006. Od lipca 2014 roku jest zawodnikiem Atlético de Kolkata.

## Kariera reprezentacyjna
W reprezentacji Indii Chowdhury zadebiutował w 2008 roku. W tym samym Chowdhury wygrał z reprezentacją AFC Challenge Cup, co oznaczało wywalczenie awansu do Pucharu Azji, po 27-letniej przerwie. Chowdhury znalazł się w kadrze na ten turniej. Dotychczas rozegrał w reprezentacji 1 spotkanie.